# Оксидативна декарбоксилација
Оксидативна декарбоксилација је процес којим се пируват (пирогрожђана киселина) припрема за Кребсов циклус у оквиру циклуса анаеробне оксидације глукозе.

## Увод
Пируват је синтетисан у цитоплазми ћелије у процесу гликолизе, а за даљи метаболичку пут у Кребсовом циклусу неопходан је улазак молекула у митохондрију. Процес оксидативне дексрбоксилације представља превођење пирувата у ацетил КоА који може да прође кроз мембрану митохондрија.

## Реакција
- Пируват + КоА + NAD+ → Ацетил КоА + CO2 + NADH + H+

Реакцију превођења пирувата у ацетил КоА катализује пируват дехидрогеназа. Ово је комплексан ензим сачињен од пируват дехидрогеназе, дихидролипоил трансферазе и дихидролипоил дехидрогеназе. Наведени ензими су блиски, тако да се продукт првог ензима одмах предаје активном месту другог ензима.
Механизам регулације ензима је јако комплексан. Он обухвата:
- Инхибицију ензима крајњим продуктима реакције. Ацетил КоА инхибира дихидролипоил трансферазу, док и NADH инхибира дихидролипоил дехидрогеназу.
- Фосфорилацију на α субјединици пируват дехидрогеназе, што опет зависи од концентрације ацетил КоА и NADH и доводи до инхибиције ензимског комплекса.
- Механизам повратне спреге, при чему АТП инхибира, док АМП активира реакцију.